# Hyrtl József
Hyrtl József (Kismarton, 1811. december 7. – Perchtoldsdorf, 1894. július 17.) orvosdoktor, anatómus, egyetemi tanár, patológus, rektor.

## Életpályája
1813-ban Bécsbe költözött családjával. Zenésznek készült, majd a bécsi egyetem orvosi szakát végezte el 1831-től. 1833-ban a bécsi anatomiai intézetben díjazatlan prosectornak nevezték ki. 1835-ben orvosi oklevelet szerzett. 1837-ben a prágai, 1845-ben pedig a bécsi egyetem tanára lett. 1847-ben az Osztrák Tudományos Akadémia tagja lett. 1865-ben rektor lett. 1873-ban a Magyar Tudományos Akadémia külső tagja lett. 1890-ben a Bécsi Orvosi Társaság tiszteletbeli tagjává nevezte ki.

## Művei
- Vergleichende anatomische Untersuchungen über das Gehörorgan des Menschen und der Säugethiere (Prága, 1845)
- Lehrbuch der Anatomie des Menschen mit Rücksicht auf physiologische Begründung und praktische Anwendung (Prága, 1846) (2. kiadás. Bécs, 1850., 18. kiadás. Bécs, 1885. Magyarul: Ford. Foltényi János, Rhédey Antal segélyével, boncztani szótárral. Buda, 1849)
- Handbuch der topographischen Anatomie und ihrer praktisch-medizinisch-topographischen Anwendungen (Bécs, 1847) Két kötet. (7. kiadás. Wien, 1882. Magyarul: Az ember gyakorlati tájboncztana, orvosnövendékek számára. Sárospatak, 1869)
- Beiträge zur vergleichenden Anbiologie (Bécs, 1850)
- Beiträge zur Morphologie der Urogenitalorgane der Fische (Bécs, 1850)